# 福岡市立別府小学校

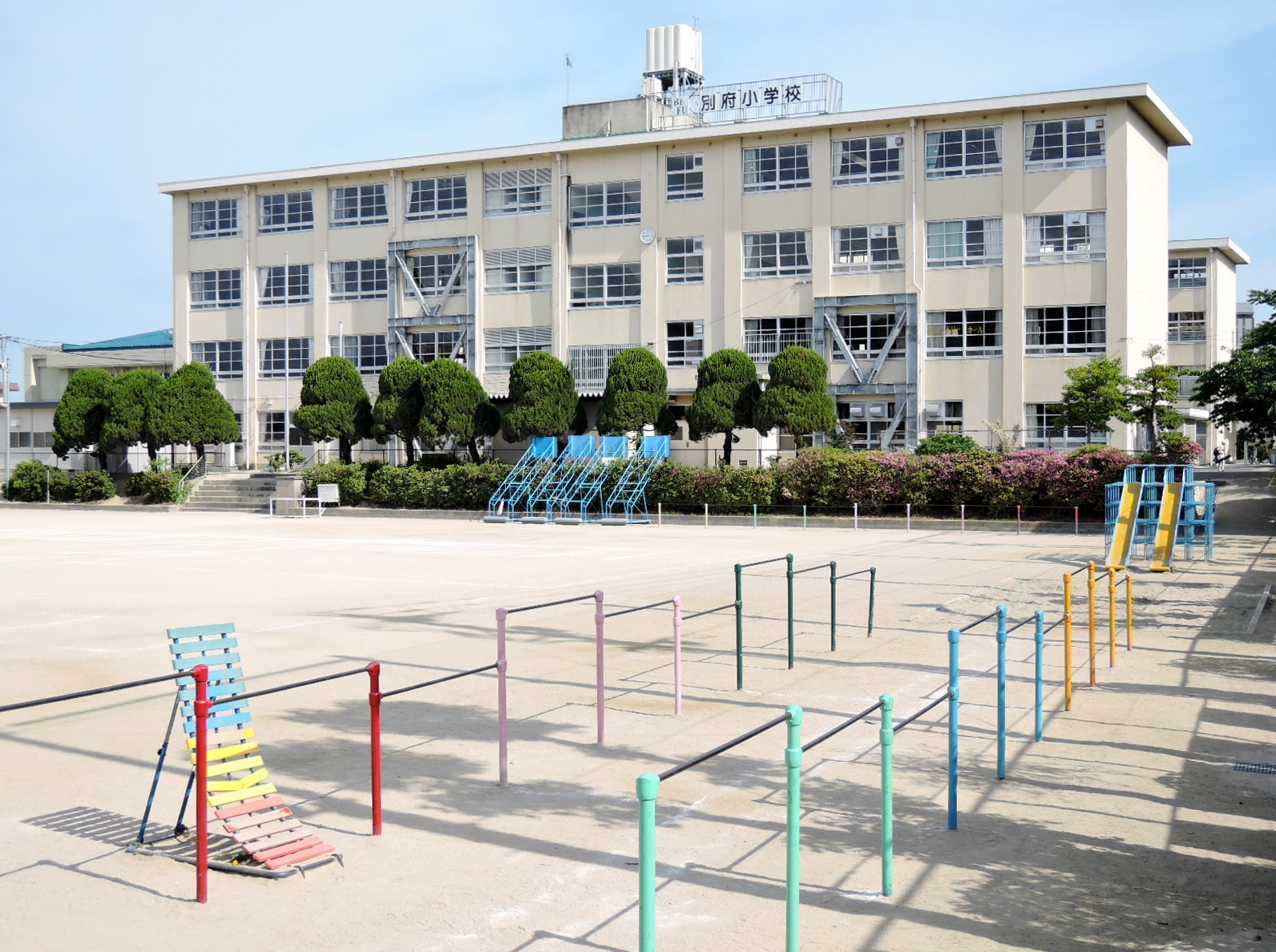
福岡市城南区の福岡市立別府小学校

福岡市立別府小学校（ふくおかしりつべふしょうがっこう）は、福岡県福岡市城南区別府にある公立小学校。

## 所在地
- 福岡県福岡市城南区別府6丁目9番1号

## 沿革
- 1959年 - 福岡市立鳥飼小学校分校開校
- 1960年 - 独立して福岡市立別府小学校となる
- 1979年 - 福岡市立田島小学校を分離
- 2009年 - 福岡市立別府小学校開校50周年を迎える
- 2019年 - 福岡市立別府小学校開校60周年を迎える

## 学校周辺
- 中村学園大学
- 中村学園短期大学
- 白百合保育園
- 茶山駅

## 主な出身者
- 徳永英明 - 歌手
- 渡辺浩弐 - 作家、デジタルメディア評論家
- 橋本環奈 - 女優